# Chevy Stevens
Chevy Stevens, pseudonimo di Rene Unischewski (1973), è una scrittrice canadese di romanzi thriller.

## Biografia
Chevy Stevens è nata nel 1973 e cresciuta in un ranch sull'isola di Vancouver, in Columbia Britannica, dove vive attualmente con suo marito e sua figlia.
Ha lavorato principalmente come rappresentante alle vendite per una società di oggettistica da regalo e poi come agente immobiliare. Durante questa attività le venne un'ispirazione che si concretizzò nel suo primo libro, Scomparsa; per riuscire a completarlo ha venduto la sua casa e lasciato il lavoro. Scomparsa è stato, per 20 settimane, un best seller del New Yourk Times. Ha inoltre vinto l'International Thriller Writers Award per il miglior primo romanzo e la Kirkus Reviews e l'American Library Association l'hanno eletto uno dei dieci migliori thriller del 2010.

## Opere
- Scomparsa (Still Missing), St. Martin's Press, 1º luglio 2010, ISBN 978-0-312-59567-8
- Il passato di Sara (Never Knowing), St. Martin's Press, 5 giugno 2011, ISBN 978-0-312-59568-5
- Always Watching, St. Martin's Press, 18 giugno 2013, ISBN 978-0-312-59569-2
- The Other Side, racconto, St. Martin's Press, 2013
- That Night, St. Martin's Press, 5 febbraio 2014, ISBN 978-1-250-30169-7
- Those Girls, St. Martin's Press, 7 luglio 2015, ISBN 978-1-250-03458-8
- Non ti lascerò (Never Let You Go), St. Martin's Press, 14 marzo 2017, ISBN 978-1-250-03456-4
- Dark Roads, St. Martin's Press, 2021